# Sarragachies
Sarragachies è un comune francese di 262 abitanti situato nel dipartimento del Gers nella regione dell'Occitania.

## Società

### Evoluzione demografica
Abitanti censiti